# Palermo (Buenos Aires)
Pour les articles homonymes, voir Palermo.
Palermo est l'un des 48 quartiers (barrios) de la capitale argentine, Buenos Aires. Situé au nord de la ville, il recouvre l'intégralité de la Commune 14. Avec ses 15,6 km2 de superficie, c’est le quartier le plus étendu de la ville.
Le quartier, aux rues très arborées, est principalement résidentiel, et abrite beaucoup d’habitations élégantes des classes moyennes et supérieures. Une grande partie de son territoire est occupée par les Bosques de Palermo, un ensemble varié de jardins botaniques, lacs, et espaces verts.
Au regard du dynamisme du quartier, s'est développée une multitude de « sous-quartiers » non officiels, secteurs déterminés par les activités principales qu'ils proposent. Ainsi, Palermo Hollywood est une zone où se concentrent studios de cinéma et de télévision, et Palermo Soho un pôle gastronomique et culturel reconnu.

## Localisation
Le quartier est entouré par Recoleta au sud-est, Almagro au sud, Villa Crespo au sud-ouest, Chacarita et Colegiales à l'ouest et Belgrano au nord-ouest, le Río de la Plata marquant la limite nord-est.

## Toponymie
Il est probable que le nom du quartier provienne du capitaine Juan Domínguez Palermo, né en Sicile, le premier propriétaire de ces terres, gendre de Miguel Gómez, l'un des fondateurs de Buenos Aires avec le conquistador Juan de Garay. En 1635 déjà, le gouverneur de la province du Río de la Plata envoie à la cour d'Espagne une description de la ville de Buenos Aires qui mentionne le nom de la zone comme étant Palermo.

## Infos

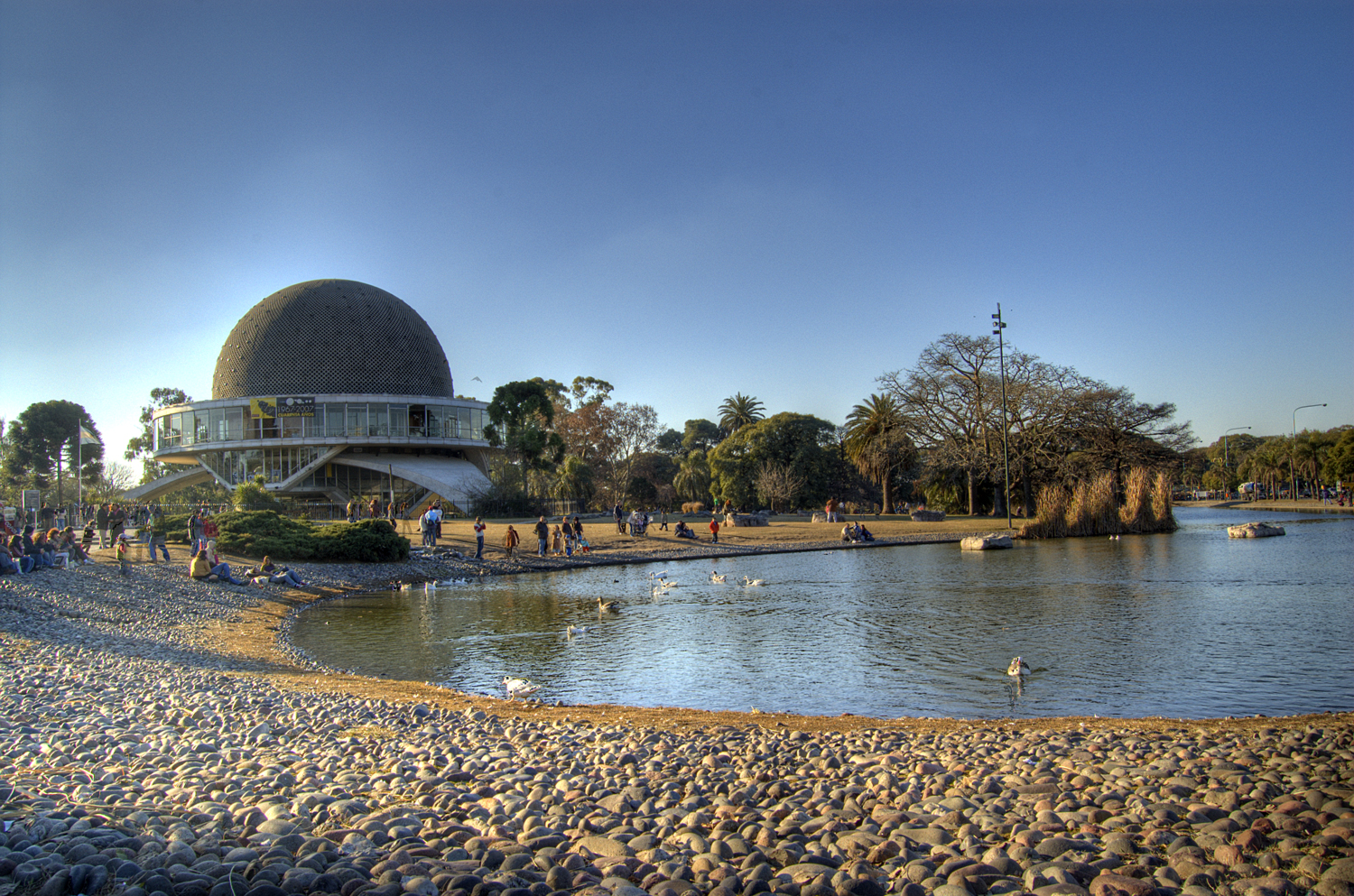
Planétarium Galileo Galilei.

Les Bosques de Palermo (Bois de Palermo), le poumon vert de la ville, se situent dans ce quartier. Il s’agit d’une zone boisée étendue, de quelque 50 hectares, conçue par le paysagiste français Charles Thays, qui s'est pour l'occasion inspiré du Bois de Boulogne. À l'intérieur du parc, se trouvent un terrain de golf, un terrain de polo, le Planétarium Galileo Galilei, un vélodrome, et le Jardin Japonais, administré par la collectivité nippone de Buenos Aires. Il s’y trouve aussi l’ancienne promenade de la Roseraie et un lac.
Tout au long des avenues de Palermo, on trouve d’élégantes résidences, des ambassades et des tours modernes. À Palermo sont situés le Jardin botanique et le zoo de Buenos Aires, qui, avec les "Bosques", reflètent les idées urbanistiques de la classe politique de la fin du XIXe siècle, libérale, scientiste et modernisatrice . Le Centre Culturel Islamique du Roi Fahd, plus grande mosquée du continent sud-américain, se trouve au cœur du quartier, ainsi que l’hippodrome de la ville, qui devint mythique grâce aux paroles de certains tangos, qui ont parlé de la passion burrera (turfiste) des porteños (habitants de Buenos Aires) jusqu’au milieu du XXe siècle.
Palermo, de même que Belgrano, est un des quartiers les plus fréquemment affectés par des inondations, alors même que d'importants travaux sont effectués pour améliorer la qualité du système de canalisations et éviter ces catastrophes.

## Aéroport Jorge-Newbery
En 1938, la municipalité de la ville de Buenos Aires décida la création du Parque de la Raza, sur des terrains gagnés sur le Río de la Plata, parc consacré à la flore sud-américaine. Mais dès avant la forestation de cette zone, la municipalité céda la plus grande partie des terres conquises pour la construction d'un aéroport.
Il fut inauguré en 1947, et son nom d'origine Aeroparque se référait à sa présence au sein d'un parc. Son nom actuel d' Aéroport Jorge-Newbery est un hommage au pionnier de l'aéronautique argentine, Jorge Newbery.

## Transports en commun
Palermo est un quartier relativement bien desservi par les transports en commun de la ville de Buenos Aires. En particulier, la Ligne D du métro de Buenos Aires (stations Scalabrini Ortíz, Plaza Italia, Palermo et Ministro Carranza) le traverse de part en part, en suivant l'avenue Santa Fe, un des axes principaux de la ville de Buenos Aires, qui relie le centre-ville au nord de l'agglomération.
Le quartier est également desservi par plusieurs trains de banlieue, tous au départ de la grande gare centrale du quartier de Retiro, qui transitent ensuite par quartiers aisés du nord de la métropole, et à destination, par exemple, de Tigre ou de Pilar. 
D'autre part, certaines des avenues (Av. Santa Fe, Av. Juan B. Justo) qui structurent le quartier sont équipées d'une voie de "métrobus" au centre de la chaussée, afin de favoriser les déplacements en transport en commun. Palermo dispose ainsi d'un nœud de transports en commun, au niveau du Puente Pacifico (intersection des avenues Juan B. Justo et Santa Fe), où se croisent métro, train de banlieue, et de nombreuses lignes de bus.
Enfin, l'aéroport urbain de la ville de Buenos Aires, l'Aéroport Jorge-Newbery, est situé sur le territoire du quartier, entre les Bosques de Palermo et la façade maritime du Rio de la Plata. L'aéroport propose des vols qui desservent principalement des destinations sur le territoire argentin, auxquels s'ajoutent quelques vols internationaux.

## Éducation
Le niveau de vie élevé de la population de Palermo explique la présence, sur le territoire de la commune, de nombreux établissements scolaires privés, de la petite école à la prestigieuse Université de Palermo. Le quartier compte également plusieurs collèges et lycées à dimension internationale (Washington School, Collège arménien Marie Manoogian de l'Union Générale Arménienne de Bienfaisance).
L'Université de Palermo, fondée en 1986, accueille chaque année plus de 14 000 étudiants venant de 59 pays différents, et répartis entre huit principales branches académiques : Architecture, Sciences Economiques, Commerce, Sciences Sociales, Psychologie, Droit, Design et Communication, Génie. L'établissement a des liens avec d'autres universités prestigieuses, parmi lesquelles Harvard, Yale, ou encore Columbia, et est régulièrement distinguée dans les classements internationaux comme l'une des institutions les plus renommées du continent, en particulier sur le plan de la diversité de ses étudiants.

## Les différents Palermo
Palermo est un barrio très étendu, avec des secteurs bien différenciés. Il est à noter que les zones présentées ci-dessous n'ont pas d'existence légale, et ne font pas partie de la liste officielle des 48 quartiers qui divisent la ville de Buenos Aires. Ces "sous-quartiers" n'en existent pas moins depuis plusieurs décennies pour certains, quelques années pour d'autres, la plupart du temps selon des critères immobiliers.

### Alto Palermo

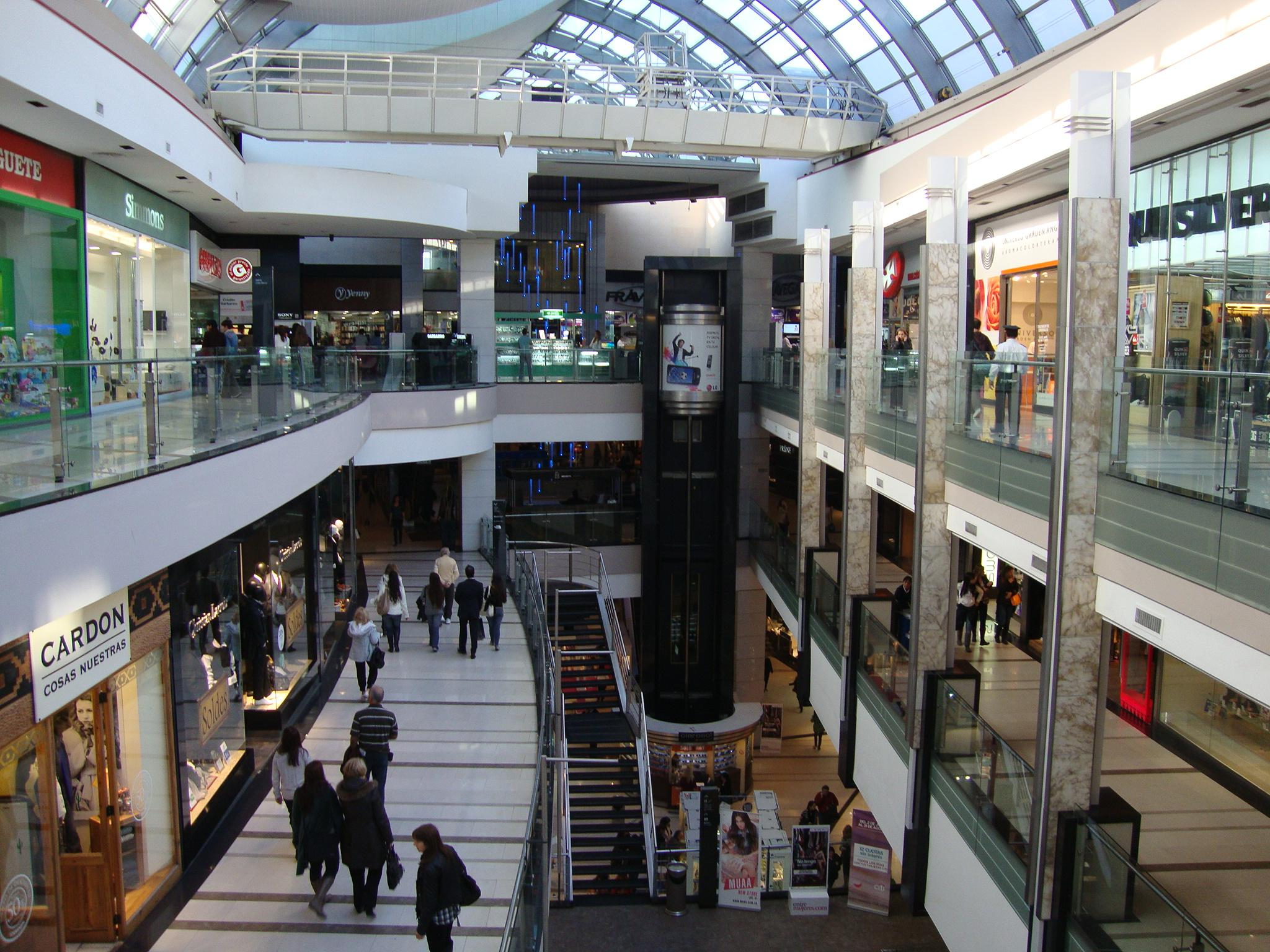
Vue de l'intérieur du centre commercial Alto Palermo

Alto Palermo est le quartier qui se développe, depuis 1990, autour du centre commercial du même nom. Le secteur est situé entre les avenues Santa Fe, Las Heras et Coronel Diaz, et la rue Jerónimo Salguero.
La brève histoire du quartier débute le 17 octobre 1990, jour de l'inauguration du centre commercial  Alto Palermo, sur un vaste terrain jusqu'alors occupé par la brasserie artisanale Cerveceria Palermo. Pendant la première moitié du XXè siècle, la zone avait une assez mauvaise réputation, due notamment à la présence de la prison d'Etat, démolie en 1962 pour laisser place à l'actuel Parque Las Heras. Le rapide succès du centre commercial génère dès les premières années qui suivent l'ouverture une intense activité immobilière aux alentours, débouchant sur la construction de nombreuses tours et immeubles résidentiels de standing élevé, augmentant du même coup les prix dans toute la zone.
Le quartier se distingue donc en grande partie grâce à son intense activité commerciale, particulièrement au niveau de la Avenida Santa Fe, avec la présence de nombreuses marques de prêt-à-porter, de centres de beauté, de restaurants ou de cafés. Les rues intérieures de Alto Palermo sont pour la plupart occupées par des immeubles résidentiels, malgré la présence de quelques vieilles maisons de famille, pratiquement toutes reconverties aujourd'hui en fonds de commerce. Ainsi se trouvent au cœur du quartier les tours jumelles résidentielles Torres Alto Palermo, d'une hauteur de 125m, construites à la suite de l'ouverture du centre commercial et habitées depuis 1997.

### Palermo Chico

Carte des principaux quartiers non-officiels de Palermo

Ce quartier, également surnommé Barrio Parque, est à cheval entre Palermo et Recoleta, au nord de l'Avenida del Libertador, entre les rues Cavia et Tagle. Palermo Chico (Petit Palermo) est une zone de palaces et de résidences, arborant de nombreux espaces verts et parcs, où vit une frange fortunée de la société argentine. Ce quartier est depuis longtemps le lieu de résidence de nombre de personnalités argentines, qu'elles soient politiques (Mauricio Macri, Diego Santilli), du monde des médias, des sportifs (Carlos Bianchi) ou des hommes d'affaires. Les rues de Palermo Chico, arborées, courbées, pavées et assez étroites, contrastent avec les grandes avenues de la capitale argentine.
L'urbanisation et l'architecture du quartier, dans un premier temps appelé Barrio Grand Bourg, sont l'œuvre de l'architecte paysagiste franco-argentin Charles Thays. À partir des années 1940, la construction de nombreux immeubles d'appartements (à la fois sur des terrains jusqu'alors inoccupés que grâce à la démolition de bâtiments existants) a profondément modifié la physionomie du quartier. A l'heure actuelle, Palermo Chico compte de nombreux immeubles modernes, en particulier au niveau de l'Avenida del Libertador, où se trouve également le MALBA (Musée d'art latino-américain de Buenos Aires).
Palermo Chico est également connu pour abriter de nombreuses ambassades (Espagne, Italie, Belgique, Suisse, Albanie, Suède, Pologne, Maroc, Portugal, Grèce, Slovaquie, Canada, Turquie, Arabie Saoudite, Corée du Sud, Indonésie, Haïti, Chili et Uruguay).

### Palermo Hollywood
Ce secteur, situé entre les avenues Santa Fe, Córdoba, Dorrego et Juan B. Justo, a reçu depuis le début du XXIè siècle le nom de Palermo Hollywood, car il est fréquenté par des personnalités du milieu du cinéma et de la télévision. En effet, plusieurs chaînes de radio et de télévision y sont installées, ainsi que des studios de cinéma. Cela dit, le quartier a une histoire relativement ancienne, en témoigne la création en 1913 du club de football Club Atlético Palermo, véritable acteur de la vie du quartier, en particulier à travers l'organisation de manifestations culturelles. Le Club se distingue aussi, depuis plus de cent ans, par son rôle dans l'intégration des familles d'immigrés récemment arrivés dans le quartier. Le long de la Avenida Dorrego, un marché aux puces propose aux acheteurs plus de 150 locaux de vente, priincipalement de meubles, décoration, vaisselle, éclairage...
Au cours du XXè siècle, de nombreux restaurants se sont installés à Palermo Hollywood, faisant de la zone un pôle gastronomique parmi les plus sophistiqués de la ville de Buenos Aires. Depuis le début des années 2000, le quartier est également un haut lieu de la vie nocturne porteña, avec l'apparition de nombreux bars et discothèques.
Malgré la récente gentrification du quartier et l'arrivée d'une population plus fortunée, il reste de nombreux habitants historiques du quartier, qui participent de l'atmosphère authentique, et qui continuent à nommer le quartier par son ancien nom : Quinta Bollini. 

### Las Cañitas
Las Cañitas est le nom d'un quartier d'une vingtaine d'îlots, approximativement situé entre les avenues Dorrego, Luis María Campos et Libertador, et la rue Matienzo. Depuis le début des années 2010, le secteur connaît une explosion de la construction d'immeubles et de tours résidentielles sécurisées et très haut de gamme, symbole d'une population au pouvoir d'achat élevé. Le quartier a depuis toujours la réputation d'être très tranquille, avec relativement peu de criculation dans les rues, malgré l'installation récente de restaurants, ainsi que de plusieurs pubs et boîtes de nuit.
Le nom de Las Cañitas provient de la présence, à l'origine, d'une "quinta" (résidence secondaire habitée les weekends) entre les avenues del Libertador et Luis María Campos. La quinta, détruite au début du XXè siècle, tirait son nom de la présence de champs de canne à sucre (caña, en espagnol) sur les rives du fleuve Maldonado, aujourd'hui totalement souterrain. Le chemin qui longeait la quinta, appelé "El Camino de las Cañitas", s'est peu à peu transformé en avenue, conservant son nom originel jusqu'à ce qu'une ordonnance municipale de 1914 la renomme en Avenida Luis María Campos, nom toujours utilisé aujourd'hui.
Peu après la destruction de la quinta, sont édifiés plusieurs terrains de polo et de football. A l'heure actuelle, le Campo Argentino de Polo accueille chaque année les plus grands matchs du championnat d'Argentine open de polo, la plus grande compétition internationale de polo réservée aux clubs.

### Plaza Italia

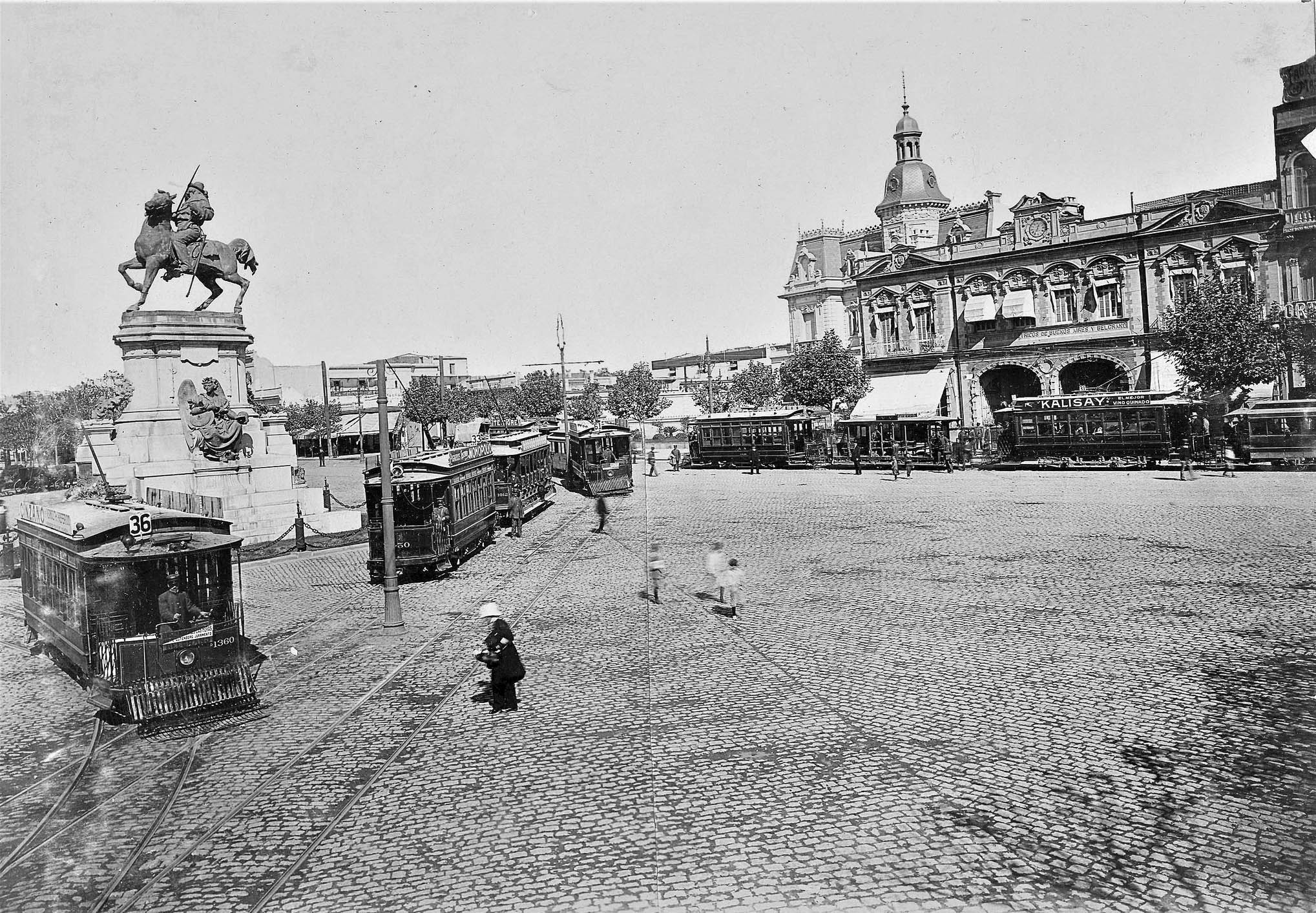
Plaza Italia, au début du XXe siècle.

### Palermo Soho
Le quartier de Palermo Soho, délimité par les avenues Córdoba, Juan B. Justo, Santa Fe et Scalabrini Ortiz, trouve l'origine de son nom dans l'évocation des quartiers homonymes de Londres et New York. Le secteur a connu une importante activité immobilière : de nombreux designers, artistes, créateurs de mode ou cuisiniers s'y sont peu à peu installés, rénovant des vieilles maisons. À la suite de ces changements, la fréquentation touristique du quartier a explosé, pour en faire aujourd'hui un lieu incontournable de la gastronomie et de la pop culture à Buenos Aires.
Au XXIè siècle, Palermo Soho a profité de la hausse globale du niveau de vie dans tout le quartier de Palermo, et a vu l'ouverture de très nombreux commerces, de mode en particulier, ainsi que de restaurants, de bars et de discothèques. La vie nocturne se concentre autour de deux places principales : Plaza Julio Cortázar (anciennement appelée Plaza Serrano) et Plaza Armenia.
Comme beaucoup d'autres quartiers de Buenos Aires, Palermo a vu sa population profondément modifiée par les différentes vagues d'immigration. Ainsi, subsiste une importante communauté arménienne à Palermo Soho, issue de deux vagues d'arrivées majeures ; la première entre 1909 et 1914, avant la Première Guerre mondiale, la seconde entre 1922 et 1930, conséquence du Génocide arménien. Autour de la rue Armenia se trouvent donc une école et un collège arménien, de nombreux restaurants proposant des spécialités du Caucase, et la Asociación Cultural Armenia.

### Palermo Viejo
Palermo Viejo (en français Vieux Palermo), est une zone de Palermo dont le territoire se confond plus ou moins avec ceux de Palermo Soho et Palermo Hollywood. Le quartier se caractérise par des maisons basses qui datent des années 30 et 40, construites dans le style Art déco, et qui contrastent avec les tours de standing très élevé qui fleurissent depuis le début du XXIè siècle dans tout Palermo. Ces maisons, d'un étage maximum et recherchées pour leur charme sont aujourd'hui l'objet d'une intense activité immobilière spéculative.

## Administration
Les quartiers de Buenos Aires sont les entités de gestion politique et administrative décentralisées de la ville, et disposent de leurs propres compétences territoriales, ainsi que leur propre personnalité juridique. Palermo, la Commune 14, est administrée par un conseil municipal dont les membres sont élus par la population du quartier, pour un mandat de quatre ans.
| Appartenance politique | Nom                       | Rôle                 | Secteurs d'action                                       |
| ---------------------- | ------------------------- | -------------------- | ------------------------------------------------------- |
| Unión - Pro            | Alejandro Pérez           | Président            | Espaces verts, Participation citoyenne, Communication   |
| Unión - Pro            | Irene Leonor Picasso      | Conseiller municipal | Education, Santé                                        |
| Unión - Pro            | Alejandra Ferreyra        | Conseiller municipal | Relations institutionnelles, Culture, Parrainages       |
| ECO                    | Gastón Jorge Blanchetiere | Conseiller municipal | Santé, Hygiène, Personnes âgées                         |
| ECO                    | Andrea Olga Zaidel        | Conseiller municipal | Participation citoyenne, Environnement, Personnes âgées |
| Front pour la victoire | Diego Sokolowicz          | Conseiller municipal | Participation citoyenne, Développement social           |

## Les chiffres
- Population : 252 312 habitants.
- Superficie : 15,6 km2
- Densité : 14 500 hab/km2

Le jour du quartier est le 25 juin.

## Galerie de photos

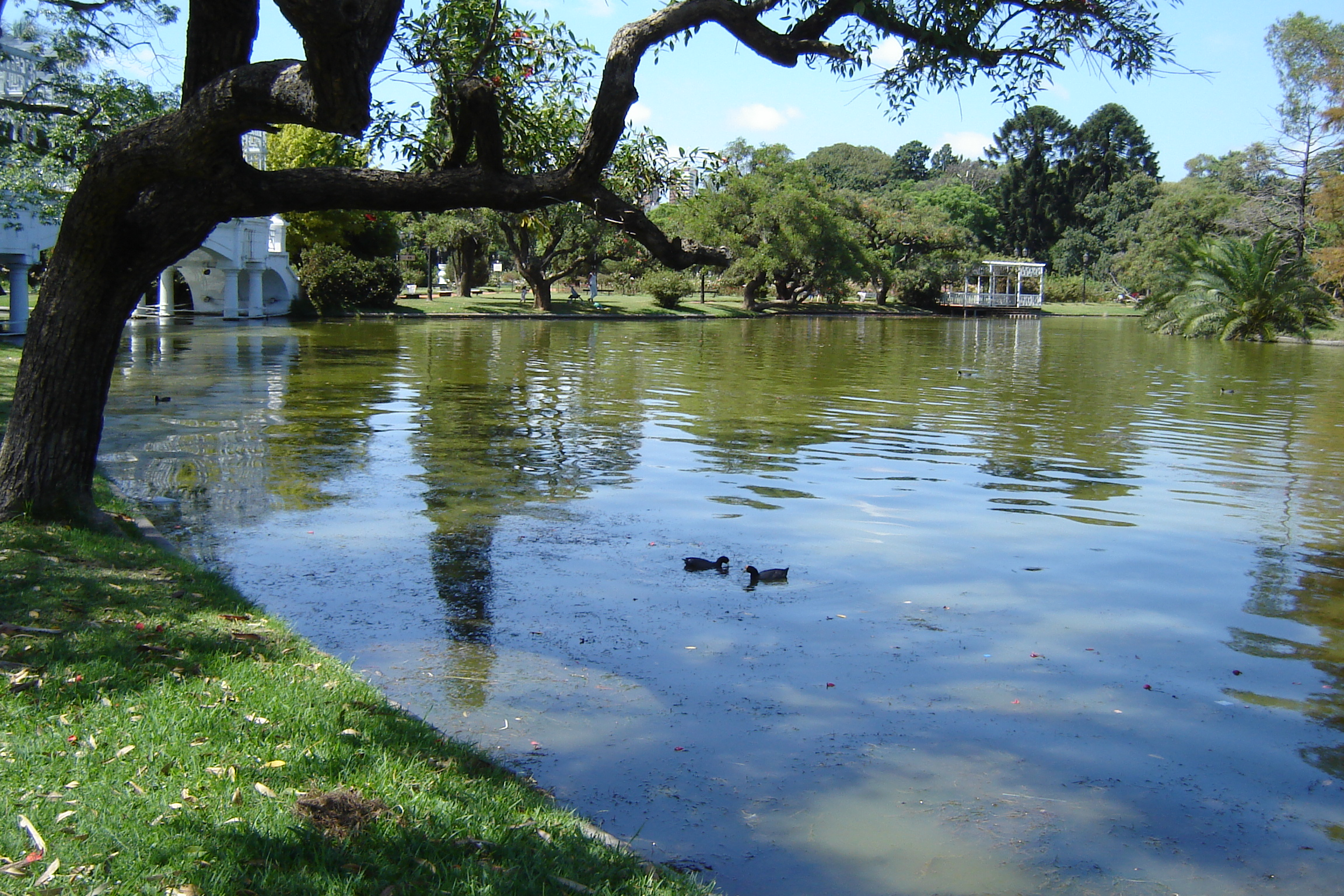
Parc de Tres de Febrero.
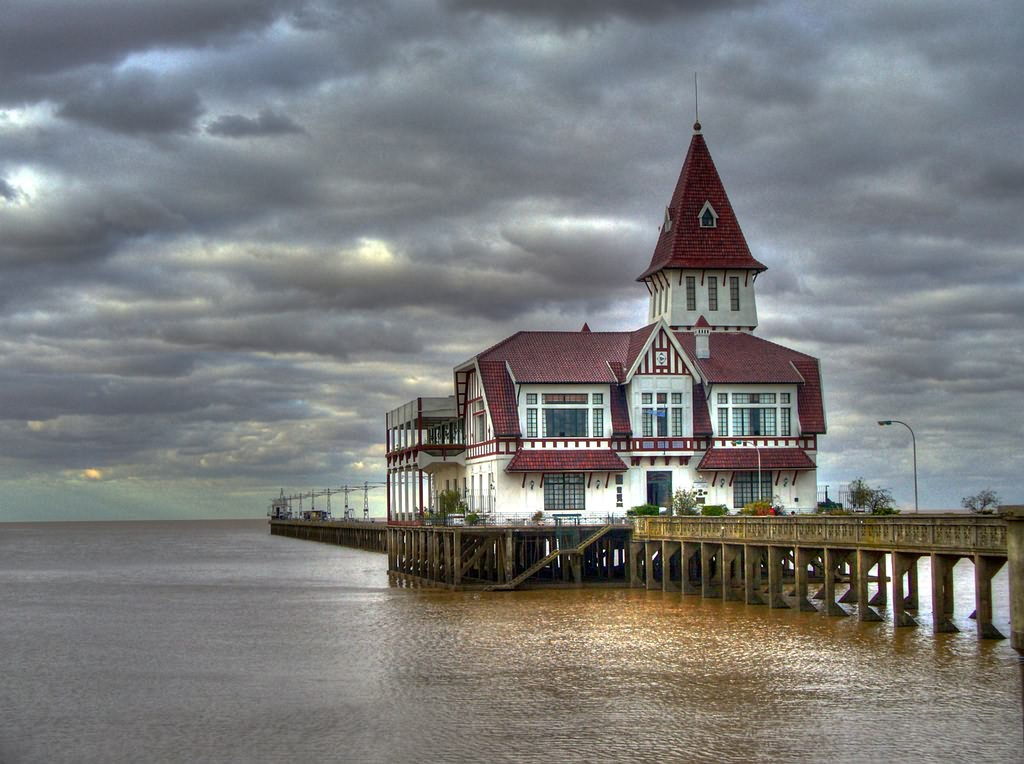
Club de pêcheurs en bordure du Río de la Plata.
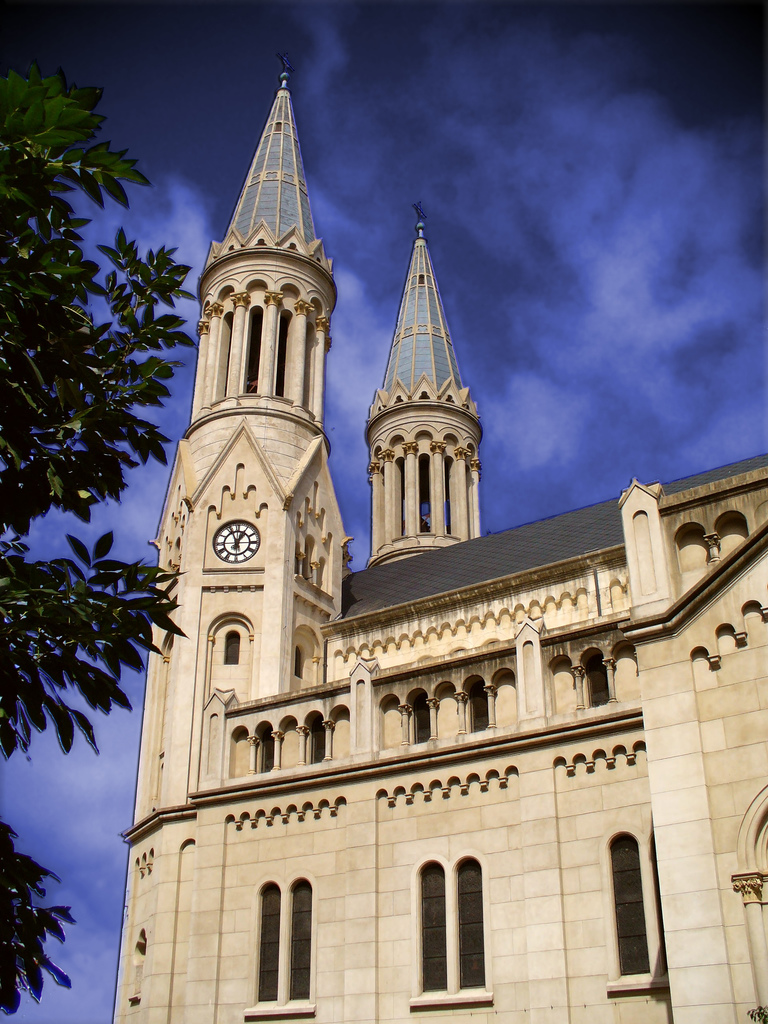
Église Nuestra Señora de Guadalupe.